# Église Saint-Fortuné de Vernou
L’église Saint-Fortuné est un édifice religieux catholique situé à Vernou-la-Celle-sur-Seine, en France. Il est inscrit aux monuments historiques depuis 1946.

## Situation et accès
L’édifice est situé à l’angle des rues de la Mairie et de la Fontaine-Martin, au nord de la partie Vernou (anciennement distincte) de la commune de Vernou-la-Celle-sur-Seine, au sud de son territoire. Plus largement, il se trouve dans le département de Seine-et-Marne, en région Île-de-France.

## Statut patrimonial et juridique
L’église fait l’objet d’une inscription au titre des monuments historiques par arrêté du 3 octobre 1946, en tant que propriété de la commune.